# Trichomanes paradoxum
Trichomanes paradoxum là một loài dương xỉ trong họ Hymenophyllaceae. Loài này được Domin mô tả khoa học đầu tiên năm 1928.
Danh pháp khoa học của loài này chưa được làm sáng tỏ. 